# Tadeusz Czołowski
Tadeusz Mieczysław Czołowski (ur. 27 grudnia 1904 we Lwowie, zm. 23 lutego 1976 w Chicago) – podpułkownik pilot Wojska Polskiego, dowódca dywizjonu 305, kawaler Virtuti Militari, odznaczony Distinguished Flying Cross.

## Życiorys
Karierę wojskową rozpoczął od służby w piechocie. W 1927 r. ukończył kurs pilotażu dla oficerów innych broni i został przydzielony do 41. eskadry w 4. pułku lotniczego. Pełnił tam funkcję oficera taktycznego, w listopadzie 1933 r. objął dowództwo pierwszego plutonu. Jego pluton wykonywał prace fotogrametryczne dla Wojskowego Instytutu Geograficznego. W 1935 r. otrzymał awans na stopień kapitana. Od maja do czerwca 1936 r. pełnił czasowo obowiązki dowódcy 43. eskadry towarzyszącej. Od października 1937 r. służył jako dowódca II/4 dywizjonu towarzyszącego. W marcu 1939 r. został dowódcą dywizjonu towarzyszącego w 3. pułku lotniczym.
Po wybuchu II wojny światowej pełnił obowiązki zastępcy dowódcy oddziału lotnictwa myśliwskiego Bazy nr 3. W trakcie wojny obronnej Polski wykonał 3 loty rozpoznawcze na rzecz dowództwa Armii „Lublin”. Po zakończeniu walk przedostał się przez Rumunię do Francji. Został skierowany do Afryki, gdzie w Marrakeszu w grudniu 1939 r. zorganizował polską szkołę pilotów. Obowiązki jej dowódcy pełnił do czerwca 1940 r.
Po upadku Francji został ewakuowany do Wielkiej Brytanii. Zgłosił się do służby w Polskich Siłach Powietrznych, otrzymał numer służbowy RAF P-1079. 23 sierpnia rozpoczął naukę w Szkole Nawigacji Powietrznej. Po jej ukończeniu w 1941 r. otrzymał przydział do dywizjonu 305. 10 kwietnia 1942 r., podczas nalotu na Essen, jego Wellington o znakach SM-U został ciężko uszkodzony przez nocne myśliwce nad wybrzeżem Danii i pilot był zmuszony wodować na kanale La Manche. Cała załoga została uratowana, on sam został ranny. 1 sierpnia objął stanowisko dowódcy eskadry. 28 sierpnia brał udział w nalocie na Saarbrücken, ostrzał nocnego myśliwca spowodował śmierć tylnego strzelca oraz pożar Wellingtona o znakach SM-N. Tadeusz Czołowski rozkazał załodze wyskoczyć ze spadochronami. On i drugi pilot, będąc przekonani że strzelec jest tylko ranny, zdławili pożar i doprowadzili maszynę na lotnisko. Jeden z członków załogi, którzy wyskoczyli z samolotu, zdołał wydostać się z okupowanej Europy i powrócił do Wielkiej Brytanii.  
18 stycznia 1943 r. objął dowództwo nad dywizjonem 305. To stanowisko zajmował do 28 sierpnia. Wraz z ukończeniem tury lotów bojowych zdał dowództwo mjr. Kazimierzowi Konopaskowi. W sierpniu 1943 r. objął stanowisko zastępcy dyrektora nauk Wyższej Szkoły Lotniczej. Następnie od marca 1944 r. do czerwca 1945 r. służył jako oficer łącznikowy w 2. Grupie Taktycznej RAF.
Po zakończeniu działań wojennych nie zdecydował się na powrót do Polski i pozostał na emigracji. Wyjechał w 1952 r. do Stanów Zjednoczonych, zamieszkał w Chicago. Brał aktywny udział w budowaniu polskich środowisk kombatanckich w USA. Zmarł 23 lutego 1976 r.

## Życie prywatne
W 1933 r. poślubił Wiktorię, z którą miał dwóch synów.

## Ordery i odznaczenia
Za swą służbę otrzymał odznaczenia:
- Krzyż Srebrny Virtuti Militari nr 9507,
- Krzyż Oficerski Orderu Odrodzenia Polski[18],
- Krzyż Walecznych – trzykrotnie,
- Medal Lotniczy – czterokrotnie,
- Odznakę za Rany i Kontuzje,
- Polową Odznakę Pilota,
- Distinguished Flying Cross.